# قائمة الشعب الألماني

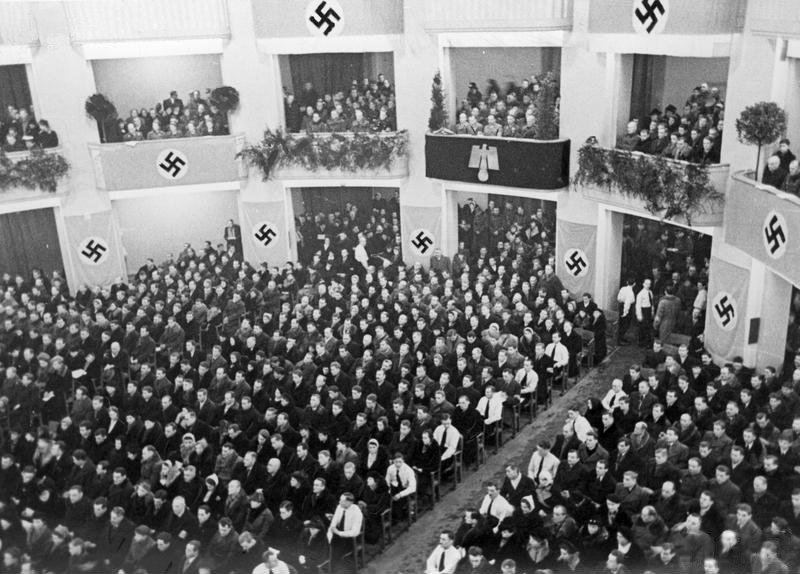
اجتماع Volksdeutsche في وارسو المحتلة عام 1940

تهدف Deutsche Volksliste (قائمة الشعب الألماني)، وهي مؤسسة للحزب النازي، إلى تصنيف سكان المناطق المحتلة من قبل النازيين (1939-1945) إلى فئات مرغوبة وفقًا لمعايير ينظمها زعيم الرايخ إس إس هاينريش هيملر. نشأت المؤسسة في غرب بولندا المحتلة (احتلت 1939-1945). خطط مماثلة وضعت في وقت لاحق في فرنسا المحتلة (1940-1944) وفي الإدارة العسكرية في أوكرانيا (1941-1944).
تصدرت فولكس دويتشه (الألمان العرقيين) القائمة كفئة. وهي تتألف من أشخاص لا يحملون الجنسية الألمانية ولكن من أصل ألماني يعيشون خارج ألمانيا (على عكس المغتربين الألمان). على الرغم من أن فولكس دويتشه لا تحمل الجنسية الألمانية، إلا أن تعزيز وتطوير المجتمعات العرقية الألمانية في جميع أنحاء شرق ووسط أوروبا شكل جزءًا لا يتجزأ من الرؤية النازية لإنشاء ألمانيا الكبرى (Großdeutschland). في بعض المناطق، مثل رومانيا وكرواتيا ويوغوسلافيا/صربيا، تم الاعتراف قانونًا بالألمان العرقيين   في التشريعات كمجموعات مميزة.

## الاتصال النازي قبل الحرب مع الألمان العرقيين
في عام 1931، قبل وصوله إلى السلطة، أنشأ الحزب النازي Auslandsorganisation der NSDAP (المنظمة الأجنبية لحزب العمال الوطني الاشتراكي الألماني) ، وكانت مهمته نشر الدعاية النازية بين الأقليات الألمانية التي تعيش خارج ألمانيا. في عام 1936، و Volksdeutsche Mittelstelle تم تعيين (العرقي مكتب رعاية الألمانية)، المعروف باسم VoMi، في ظل اتجاه هيملر كما RKFDV الألماني سكهوتزستفل (SS) باسم مكتب اتصال للالألمان العرقية وكان يرأسه SS- أوبر غروبن فوهرر فيرنر لورينز.

## الدافع لإنشاء القائمة

### الألمنة
وفقًا لشهادة كونو ويرش:
عندما قامت ألمانيا بغزو بولندا في عام 1939، وضمت الجزء الغربي من البلاد (مع الشرق سيليزيا العليا وخلق كيانات جديدة من رايخسجاو من دانزيغ والغرب بروسيا ورايخسجاو فارتيلاند ، ومنطقة Zichenau (أو جنوب شرق بروسيا)، والحكومة العامة، وهذا الأخير لإدارة ما تبقى من جزء المحتلة من البلاد.
كانت الخطة لبولندا، على النحو المنصوص عليه في جنرالبلان أوست، «تطهير» المناطق التي تم ضمها حديثًا من أجل إنشاء حاجز ألماني ضد التأثير البولندي والسلافي. استتبع ذلك ترحيل البولنديين من هذه المناطق الغربية إلى أولئك الخاضعين لسيطرة الحكومة العامة، وتسوية المنطقة مع الألمان العرقيين من أماكن أخرى بما في ذلك من منطقة الحكومة العامة، ومن داخل الحدود الألمانية ما قبل الحرب ومن مناطق مختلفة خاضعة لسيطرة روسيا السوفيتية (دول البلطيق، الأراضي البولندية الشرقية، فولهينيا، غاليسيا، بوكوفينا، بيسارابيا ودوبرودشا).  